# Heterocerus parallelus
Heterocerus parallelus  (лат.) — вид жуков-пилоусов. Длина тела имаго 5—7,5 мм. Надкрылья короткие, покрыты мелкими точками и в коротких волосках. Ноги светлые. Боковые края переднеспинки жёлтые. Встречается в Европе, на Кавказе, Казахстане, в Сибири до Читинской области, Монголии, на северо-западе Китая .